# فیر پلین (میشیگان)
فیر پلین (به انگلیسی: Fair Plain) یک منطقهٔ مسکونی در ایالات متحده آمریکا است که در شهرستان برین، میشیگان واقع شده‌است. فیر پلین ۱۱٫۵ کیلومتر مربع مساحت و ۷٬۶۳۱ نفر جمعیت دارد و ۲۱۴ متر بالاتر از سطح دریا واقع شده‌است.